# Wilhelm Voigt

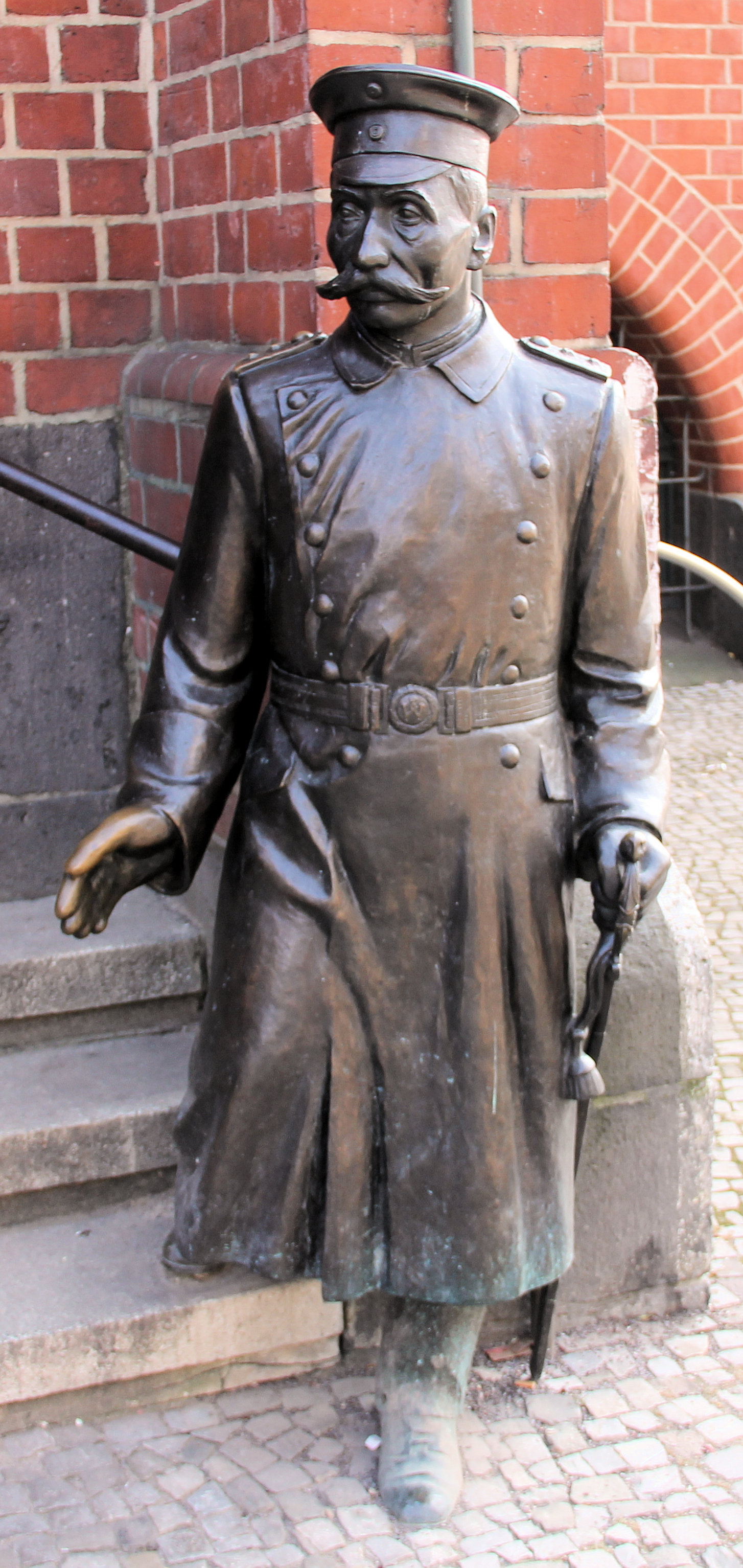
Wilhelm Voigt vestido de capitán. Escultura de bronce en el ayuntamiento de Köpenick

Friedrich Wilhelm Voigt (Tilsit, 13 de febrero de 1849 - Luxemburgo, 3 de enero de 1922) fue un zapatero de Prusia Oriental, famoso impostor conocido bajo el nombre de Hauptmann von Köpenick (Capitán de Köpenick). En 1906, invadió la ciudad de Cöpenick disfrazado de capitán de ejército y al mando de una tropa de soldados que habían creído en él. Ocupó el ayuntamiento de la ciudad (el mismo edificio que hoy luce su estatua en la entrada), tomó prisionero al alcalde y se apoderó de los fondos del erario de la ciudad. El hecho fue muy comentado y difundido por los medios de la época, pero además se hizo especialmente conocido, veinticinco años más tarde, por la exitosa obra dramática de Carl Zuckmayer, El Capitán de Köpenick, estrenada en 1931 en el Deutsches Theater de Berlín. También hay más de diez adaptaciones cinematográficas sobre este tema.

## Biografía
Wilhelm Voigt nació en Tilsit, en el seno de una familia humilde. En la época de su nacimiento, su padre, también zapatero, seguía con simpatía e ilusión los acontecimientos revolucionarios que iban a poner fin al régimen feudal y reunir en uno solo a los 38 pequeños estados alemanes. A pesar de la falta de recursos, Wilhelm asistió a la escuela básica: en Tilsit ya regía desde 1717 la enseñanza escolar obligatoria. Cursó los primeros tres años básicos y luego algunos grados de la Realschule. Sin llegar a concluirla, se hizo aprendiz de su propio padre, formándose también en el oficio de zapatero.
Su infancia y juventud transcurrieron en la más absoluta pobreza. Cuando se decide a salir para probar suerte en otros lugares y aprender de otros maestros, tampoco logra salir a flote. La primera vez que lo arrestan es debido a mendigar por las calles para calmar el hambre. Consigue finalmente un empleo mal pagado en Berlín, pero cae en la tentación de hacer una trampa para mejorar un poco sus finanzas: falsifica el pagaré de un giro postal que nominalmente era por 1 tálero, agregándole un 2 a la izquierda y transformándolo así en 21. Lo descubren y como ya había sido detenido anteriormente por mendicidad, el juez lo califica como reincidente en la delincuencia y lo condena  —a pesar de su juventud, a pesar de sus circunstancias y a pesar del insignificate monto del daño causado por su engaño— a nada menos que 12 años de presidio por falsificacón de instrumento público.

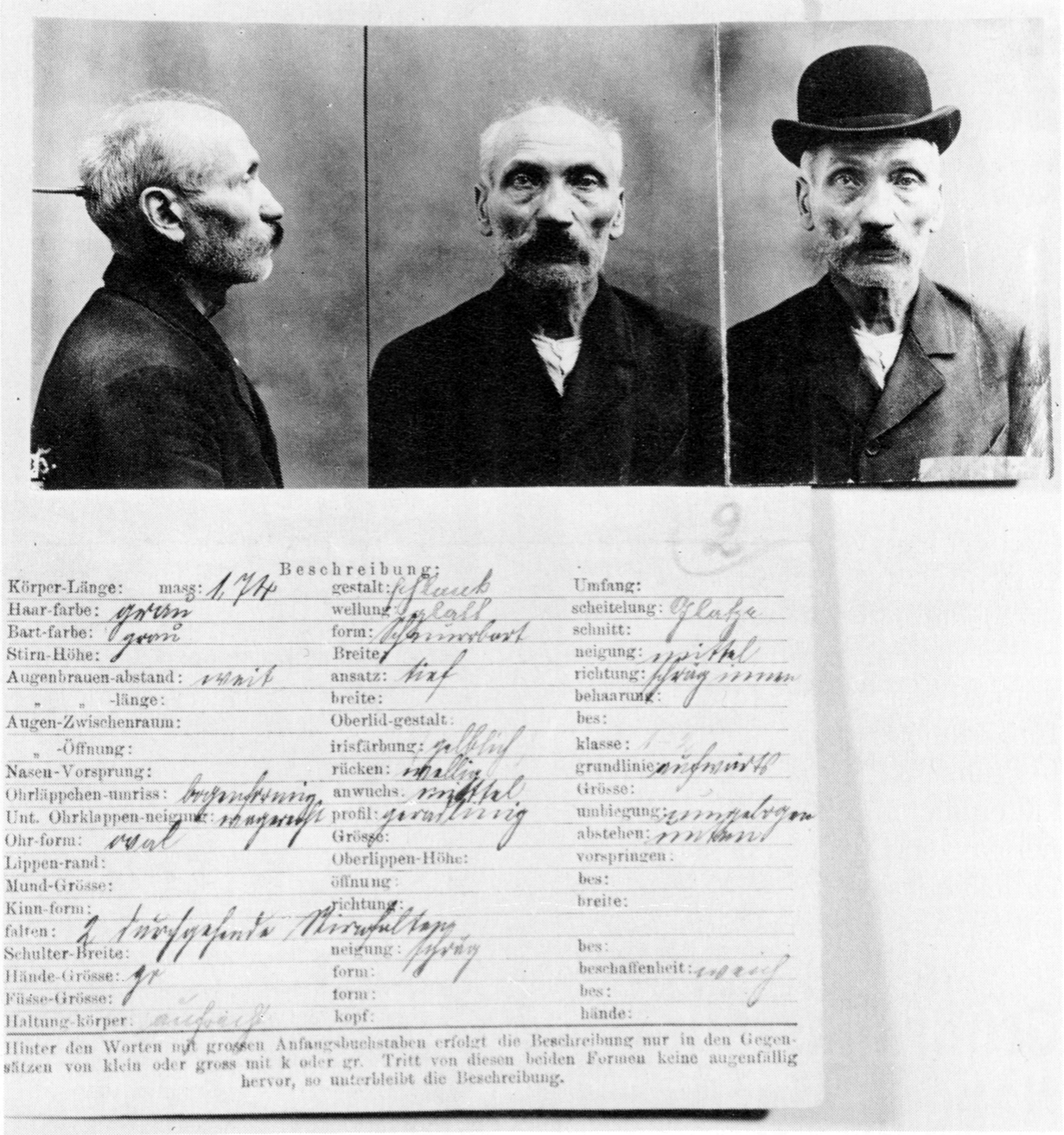
Ficha penitenciaria de 1906 con fotos y descripción física del prisionero

Las condiciones de la prisión fueron verdaderamente inhumanas, con castigos severos, mala alimentación, larguísimas jornadas de trabajo forzado, prohibición de hablar entre los prisioneros e incomunicación con el exterior. Pese a ello, Voigt mantuvo una conducta paciente, trabajó con dedicación y fue relativamente obediente. Sin embargo, en cuanto quedó en libertad tras el cumplimiento cabal de su condena, inmediatamente es contactado por Kallemberg, uno de sus excompañeros de prisión, quien le propuso un nuevo plan ilícito. Voigt inicialmente se negó, puesto que tenía la intención de recomenzar su vida en libertad con cartas limpias, pero finalmente, agobiado por el hambre y la falta de perspectivas de trabajo, accedió ante la insistencia de Kallemberg y se dirigió con él a Wongrowitz, donde intentaron un robo a la caja de los tribunales de justicia. Inmediatamente son descubiertos por los gendarmes y Voigt confiesa todo el plan, creyendo que su confesión sería un atenuante y que así recibiría una pena menor, sobre todo porque no llegó a provocar daño a nadie. Sin embargo, nuevamente el hecho de haber sido previamente castigado por la justicia juega en su contra y el 12 de febrero de 1891 un juez de Gnesen lo condena a otros 15 años de presidio.
El 12 de febrero de 1906 terminó esta segunda, y también desproporcionada, condena. Ya bastante envejecido y con las dramáticas experiencias de un cuarto de siglo de prisión sobre sus hombros, mantiene, sin embargo, la esperanza de encaminar su vida de manera digna. El sacerdote de la prisión le ayuda a conseguir un trabajo como zapatero en Wismar, donde recibe un trato humano y normal, sin que el estigma de ser un exprisionero juegue allí ningún papel. Se mantiene en este empleo desde el 23 de febrero hasta el 21 de mayo de 1906, fecha en que nuevamente una medida estatal se impone sobre él. Lo que debía ser originalmente un control preventivo de la policía prusiana sobre los expresidiarios para evitar que reincidieran, se había transformado de hecho en una práctica represiva. Lo citan a la policía y tras un  interrogatorio lo califican como «persona peligrosa para la moralidad y la seguridad pública». Así catalogado, lo expulsan de Mecklenburg y, nuevamente sin trabajo, tiene que volver a mudarse. Sin embargo, tampoco puede abandonar Prusia, pues para cruzar la frontera requeriría tener un pasaporte, documento que se niegan a extenderle. Entre mayo y octubre intentó radicarse en cerca de 30 ciudades, pero en ninguna lo aceptaban. Finalmente se inscribió como residente en Hamburgo, pero permaneció clandestinamente en Berlín.

### El asalto conocido comoKöpenickiade

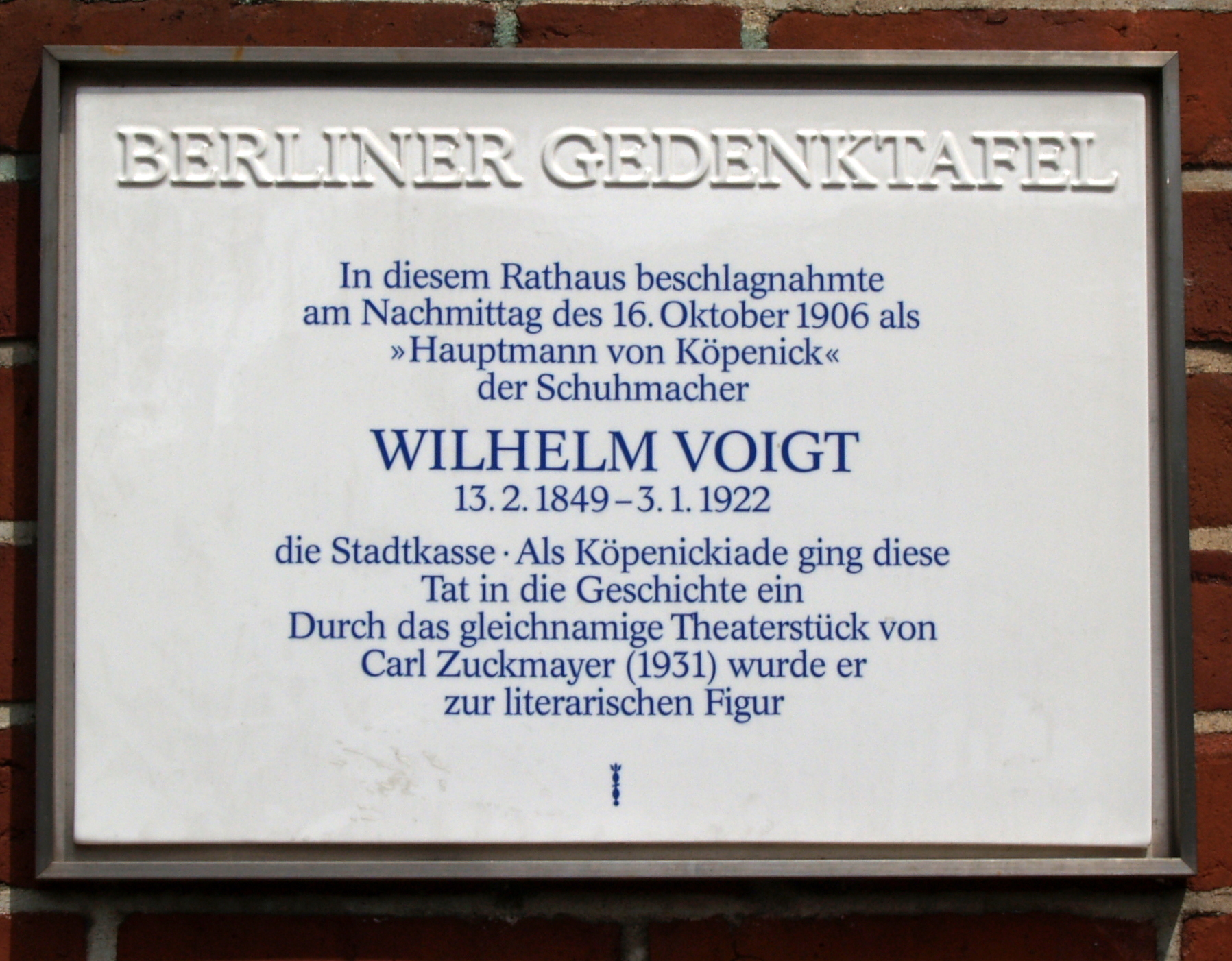
Placa conmemorativa en el ayuntamiento de Köpenick: «En este ayuntamiento, en la tarde del 16 de octubre de 1906, el zapatero Wilhelm Voigt (13/2/1849–3/1/1922), como el Capitán de Köpenick, decomisó la caja de fondos de la ciudad. Este hecho pasó a la historia como Köpenickiade. A través de la obra de teatro de igual nombre de Karl Zuckmayer (1931), el capitán se convirtió en una figura literaria.»

En el mes de octubre de 1906, cuando ocurrieron los hechos, Wilhelm Voigt vivía en condiciones bastante miserables junto a su hermana y cuñado en Neukölln, cerca de Berlín. Se encontraba sin trabajo y un día se le ocurrió la idea de comprar un uniforme militar usado en un baratillo de trastos viejos y ropa de segunda mano. El uniforme no era idéntico, pero sí tenía gran similitud con el de un capitán del ejército. En Wedding, en la calle Seestraße, Voigt se encontró con una tropa de soldados que se dirigían a su cuartel, un encuentro fortuito que reunía las condiciones de la oportunidad que estaba buscando. Según confesaría más tarde: «Comuniqué a la tropa que no debían marchar a los cuarteles, sino que por órdenes superiores se les destinaría a otro servicio bajo mi mando». Los soldados, aunque no lo conocían, obedecieron las órdenes sin hacer preguntas. Condujo a esos hombres hasta Köpenick y los invitó a una cerveza, dejándolos a la espera de nuevas órdenes. En la oficina de correos y telégrafos prohibió absolutamente las comunicaciones con Berlín, cuestión que las telefonistas también obedecieron sin reparos, simplemente impresionadas por su uniforme falso. A continuación, ocupó con la tropa a su mando el edificio del ayuntamiento y, bajo acusación de deslealtad, arrestó a Georg Langerhans, alcalde de la ciudad de Cöpenick. Acto seguido, se apoderó de los fondos de la ciudad, que en ese momento casi alcanzaban una cifra de 4000 marcos, equivalentes en valor adquisitivo actual a unos 20 000 euros. Con el dinero ya en sus manos, terminó su intervención enviando al alcalde a Berlín, custodiado por su tropa y bajo palabra de honor de no intentar darse a la fuga. Los testigos que luego declararon vieron a Voigt por última vez bebiendo en un bar, tras lo cual desapareció de Köpenick sin dejar rastro.

### Impacto y desenlace
Cuando el alcalde llegó al edificio de la Nueva Guardia de Berlín, acompañado de su esposa (quien había logrado con su insistencia la autorización de Voigt para permanecer al lado de su marido) y custodiado por la tropa, causó la extrañeza del oficial de guardia, quien enseguida preguntó telefónicamente a la comandancia. El engaño se hizo evidente al no existir nada parecido a una orden de arresto, ni nadie que conociera al capitán, de modo que rápidamente se llegó a la conclusión de que debía tratarse de un impostor.
Voigt, tras dar orden a sus hombres de regresar a Berlín, se había dirigido a la estación de ferrocarril y desde allí había desaparecido sin que nadie supiese el destino que eligió. De inmediato se estableció una cuantiosa recompensa por la captura del timador.
Desde el primer momento, la prensa, lejos de condenar al asaltante, alabó al Hauptmann von Köpenick, destacando la genialidad de este falso oficial que logró burlar a la administración estatal en pleno. Y no solo la prensa: Voigt también gozó rápidamente de la simpatía de la opinión pública.
Tras retirarse de Köpenick con su botín, Voigt había abandonado su disfraz en una caja que dejó tirada en el camino. Un par de días después, la policía encontró una parte del uniforme falso en las inmediaciones de lo que después sería el aeropuerto de Tempelhof, pero ni rastro del capitán.
Tras diversos intentos infructuosos de encontrar a Voigt, la policía consiguió atraparlo siguiendo el testimonio de su antiguo compañero de prisión en Rawitcher. El delator, de apellido Kallenberg (con quien había planeado un robo en Wongrowitz), había escuchado a Voigt hablar de este plan y, tentado por la recompensa de 3000 marcos, entregó datos decisivos a la policía que permitieron dar con su paradero. El 26 de octubre fue finalmente arrestado. Sin embargo, inmediatamente después, surge la exigencia popular de su libertad.
El II Tribunal Real de Berlín, el 1 de diciembre de 1906, lo condenó a cuatro años de cárcel, pero la presión de la opinión pública fue tan poderosa que el Kaiser se vio obligado a indultarlo antes de haber cumplido la mitad de la pena, de tal modo que Voigt recuperó su libertad el 16 de agosto de 1908. Tras su liberación, el Hauptmann von Köpenick es recibido en todas partes como un héroe popular, símbolo de la protesta antimonárquica y de la exigencia republicana. En concurridos actos públicos, relata su historia y vende postales a beneficio de los pobres.

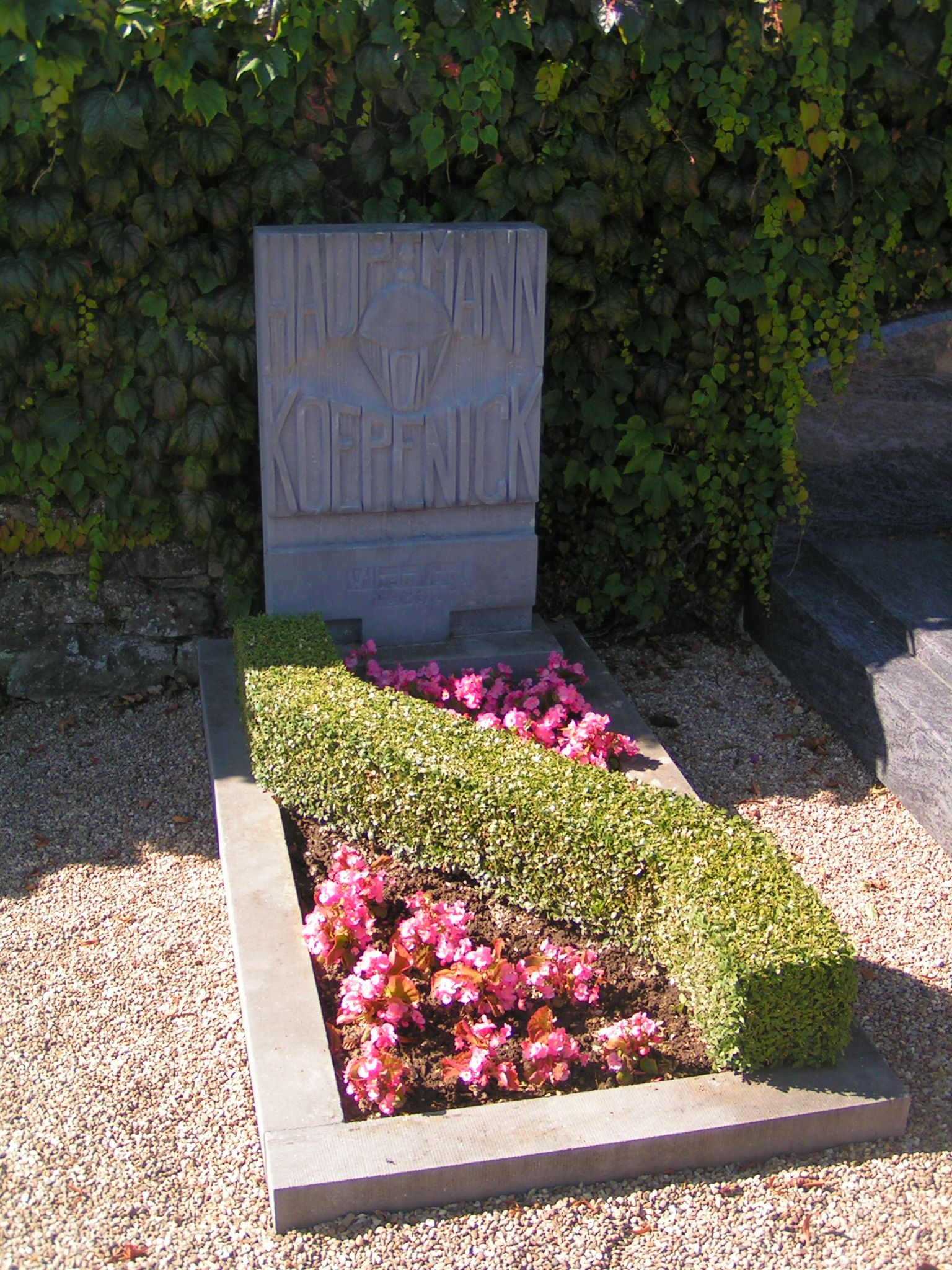
Tumba del Hauptmann von Köpenick en Luxemburgo

Su figura incomodaba, obviamente, a las autoridades, que intentaron repetidamente deshacerse de él. La policía prohibió las presentaciones públicas y nuevamente se utilizó la ley de la vigilancia policial de expresidiarios para expulsarlo de distintos lugares. Sin embargo, a todas partes donde llegaba el pueblo lo recibía con manifestaciones de júbilo. Así ocurrió en Leipzig, Kiel, Duisburg, Lindau y en algunos países extranjeros, como Países Bajos y Francia.
En 1910 recibió por fin un pasaporte luxemburgués y se trasladó a vivir allí hasta su muerte. En sus últimos años, alejado ya de las presentaciones en público, trabajó nuevamente como zapatero o, a veces, como camarero. Pocos meses después de cumplir 73 años, murió a causa de una enfermedad pulmonar. Su tumba se encuentra en el Liebfrauenfriedhof de Luxemburgo y su mantenimiento está a cargo de la administración de la ciudad. Por iniciativa de un grupo de diputados del Parlamento Europeo, lleva ahora una lápida con la inscripción «Hauptmann von Köpenick», el «Capitán de Köpenick».